# N-Chlorosuccinimide
Le N-chlorosuccinimide ou NCS est un composé chimique utilisé pour des chlorations et en tant qu'oxydant doux.